# 拍字节
（縮寫為PB）（又稱千兆位元組）是信息计量单位字节的多倍形式。国际单位制（SI）以1015来定义前缀拍它，故1拍字节表示1015字节。現今通常在標示網路硬碟、伺服器農場總容量，或具有大容量的儲存媒介時使用。
Pebibyte（缩写：PiB）是另一个类似的單位，使用二进制前缀，表示1,125,899,906,842,624（250）字节，常与拍字节混淆。

## 使用示例
- 在2009年，阿凡達3D版在維塔數碼使用超過1 PB來儲存。
- Google的服务器集群於2004年時的估计容量大約是5.625 PB。
- 美國國會圖書館的書籍與非書籍藏品数量，於2005年的估计近似值大約是10 PB。
- 在2012年的8月，Facebook共使用約100 PB儲存空間。
- 2012年為止，人類生產的所有印刷材料的數據量是200PB。[2]
- Google相簿在发布1年之后，2016年5月的統計为用户节省共約13.7 PB的存储空间[3]。
- 匯豐銀行儲存全球70個國家和地區，共3,700萬客戶的資料和交易紀錄，資料總量由2014年的56 PB，激增至2017年的93 PB[4]。
- 《微軟模擬飛行2020》的全球地景模擬系統資料庫約為2 PB。

## 與其他儲存單位的換算
- 1 PB = 1,000 (103) TB
- 1 PB = 1,000,000 (106) GB
- 1 PB = 1,000,000,000 (109) MB
- 1 PB = 1,000,000,000,000 (1012) KB
- 1 PB = 1,000,000,000,000,000 (1015) B

另外，拍字节往往亦可以指Pebibyte，其换算公式是：
- 1 PB ≈ 0.888 PiB
- 1 PiB = 1,024 TiB
- 1 PiB = 1,048,576GiB = 10242 GiB
- 1 PiB = 1,073,741,824MiB = 10243 MiB
- 1 PiB = 1,099,511,627,776KiB = 10244 KiB
- 1 PiB = 1,125,899,906,842,624B  = 10245 B